# NGC 4685
NGC 4685 est une vaste galaxie lenticulaire située dans la constellation de la Chevelure de Bérénice. Sa vitesse par rapport au fond diffus cosmologique est de 7 092 ± 29 km/s, ce qui correspond à une distance de Hubble de 104,6 ± 7,3 Mpc (∼341 millions d'al). NGC 4685 a été découverte par l'astronome germano-britannique William Herschel en 1785.
NGC 4685 présente un noyau en retrait (RET, retired nucleus).
Selon Abraham Mahtessian, NGC 4685 et IC 3725 forment une paire de galaxies.